# Вагнер-Яурегг, Юлиус
Ю́лиус Ва́гнер Ри́ттер фон Я́урегг (нем. Julius Wagner Ritter von Jauregg), после упразднения дворянских титулов в Австрии — Ю́лиус Ва́гнер-Я́урегг (нем. Julius Wagner-Jauregg) (7 марта 1857, Вельс, Верхняя Австрия, Австрийская империя — 27 сентября 1940, Вена, Германия) — австрийский психиатр, лауреат Нобелевской премии по физиологии и медицине в 1927 году..

## Биография
Окончил Венский университет; получив в 1881 году степень доктора медицины, работал в этом университете на кафедре психиатрии. В 1883—1889 годах — ассистент, затем доцент в клинике нервных и психических болезней при Венском университете, в 1889—1893 годах — профессор психиатрии и невропатологии университета Граца, в 1893—1918 годах — заведующий кафедрой психиатрии в Венском университете.
Помимо этого, был директором психиатрической клиники и в течение нескольких лет возглавлял приют для душевнобольных в Троппау. Автор работ, посвященных лечению кретинизма и зоба препаратами щитовидной железы и малыми дозами йода. В 1887 году сообщил о влиянии заболеваний, сопровождающихся повышением температуры, на течение психозов.
В 1890 году предложил применять «лихорадочную» терапию для лечения прогрессивного паралича, в 1917 году впервые привил малярию больным, страдающим этим заболеванием. Обосновал принципы «раздражающей» терапии, разработал методику малярийной терапии. Последняя применялась им также при лечении сифилиса, нейросифилиса, рассеянного склероза, шизофрении. Сейчас его методы лечения в основном признаны устаревшими. Автор работ по инфекционным психозам, проблемам наследственности и судебной психиатрии.
Изображен на австрийской почтовой марке 1957 года.

## Политические взгляды
Юлиус Вагнер-Яурегг активно поддерживал нацизм и был одним из активных сторонников аншлюса Австрии.